# ㅝ
ㅝ (reviderad romanisering: wo, hangul: 워) är en av elva diftonger i det koreanska alfabetet. Det är en kombination av ㅜ och ㅓ.